# Tony Hawk's Proving Ground
Tony Hawk's Proving Ground es la novena entrega de la saga de videojuegos Tony Hawk's, ya que el American Sk8land y el Downhill Jam no son considerados lanzamientos de estudio para las series. También es conocido como THPG. THPG fue desarrollado por Neversoft y distribuido por Activision, como ya viene siendo habitual en PlayStation 3 y Xbox 360. Sin embargo, para PlayStation 2 y Wii el desarrollador fue Page 44 Studios y Vicarious Visions para Nintendo DS.

## Jugabilidad
En esta entrega, el personaje se sumerge en el skate callejero en tres tipos de vida diferente: la del patinador profesional, la del patinador “hardcore”, y la del “rigger”, el skater que busca nuevos desafíos realizando sus propias estructuras. Así, Neversoft sigue fiel a su exitoso modo historia.
Hay nuevos modos Nail-the-Trick, clases de skater. El mundo ficticio es 50% más grande que el de Tony Hawk's Project 8.
El juego incluye tres ciudades norteamericanas, Filadelfia, Baltimore y Washington D. C., unidas tanto por la superficie como con líneas de metro. En el modo carrera o historia, el personaje debe realizar las ya clásicas pruebas y participar en concursos para conseguir patrocinadores y hacerse un nombre en el skateboard. Acciones tales como exhibiciones para el público y fotos para portadas de revistas; en este último tipo de pruebas la cámara del juego pasa a la perspectiva de la cámara fotográfica y el jugador elige cuándo hacer la foto. El patinador “hardcore” centra sus objetivos en realizar los saltos y las trucos necesarios para ir progresando y completando pruebas, en un modo más libre, interactuando con las personas y vehículos con los que se va encontrando (como hemos venido haciendo desde que se incluyera este modo libre en Tony Hawk's Underground). Para terminar, el "rigger" es un street skater (patinador callejero) que se adueña del asfalto y que es capaz de convertir cualquier zona del juego en una zona patinable. 
Como ha venido siendo tónica general en prácticamente todas las ediciones de la saga, la realización de pruebas no sólo nos proporciona puntos, dinero y nuevas pruebas, sino que también mejora nuestras habilidades como patinador.
Algunas de las novedades más interesantes son los cambios de clima, donde los charcos de agua reflejan la acción desde el suelo.

### Nintendo DS
En la versión para Nintendo DS, la trama cambia un poco. Aquí la jugabilidad se vuelve similar a la de Tony Hawk's American Sk8land (Versión de Tony Hawk's American Wasteland para NDS). El personaje poseerá un parque de Skate propio, el cual deberá actualizar y mejorar con nuevas piezas, a medida que gana dinero completando diferentes tipos de misiones y competencias, recorriendo distintas zonas y ciudades. Desde luego todas las zonas serán similares a las de la versión de consolas.

## Skaters

### Carrer Skaters
- Tony Hawk
- Bob Burnquist
- Nyjah Huston
- Arto Saari
- Ryan Sheckler

### Rigger Skaters
- Bryce Kanights
- Jeff King
- Bam Margera
- Rodney Mullen
- Daewon Song
- Vanessa Torres

### Hardcore Skaters
- Dustin Dollin
- Lance Mountain
- Andrew Reynolds
- Jereme Rogers
- Mike Vallely

### Skaters para desbloquear
- Adam Yauch de Beastie Boys
- Eric Sparrow, nuestro rival en Tony Hawk's Underground
- Judy Nails, de Guitar Hero ya que el juego viene con una demo de Guitar Hero III: Legends Of Rock
- Boneman (sólo en Xbox 360 y PS3)
- Spence
- Rube
- Bosco
- Shayne
- Cam
- Mel
- El Patinador
- Mad Dog
- TV Producer
- Eddie X
- Cooper

## Crítica
Notas de la crítica especializada de los videojuegos sobre THPG:
- Meristation - 7.5/10 (X Box 360)  (enlace roto disponible en Internet Archive; véase el historial, la primera versión y la última).

- IGN - 8.0/10 (DS versión) , 7.1/10 (360, PS3) , 6.6/10 (PS2 versión), 4.0/10 (Wii versión)

## Banda sonora
Como en cualquier edición de Tony Hawk's, la banda sonora del videojuego es muy extensa y variada, con canciones desde el punk rock al hip hop.
| - !!! - "All My Heroes Are Weirdos" * - Airbourne - "Girls in Black" - Angels & Airwaves - "Secret Crowds" - Anglo Jackson - "Motorbike" - At the Gates - "Slaughter of the Soul" - Bad Brains - "Banned in DC" * - Beastie Boys - "Electric Worm" - Blackalicious - "Your Move" - Bloc Party - "Version 2.0" - Cursed - "The Hands Will Abide" - Cymande - "Fug" - Dag Nasty - "Circles" - Darkest Hour - "Sanctuary" - Deadbolt Zen - "Everything Changes" - Divine Era - "The Sound Of Words" - DJ JS-1 (con L.I.F.E. Long & Immortal Technique) - "Audio Technician" - El-P - "Up All Night" - Folk Implosion - "Natural One" - Foo Fighters - "The Pretender" * - Fu Manchu - "We Must Obey" - Funky 4+1 - "Rappin and Rockin the House" - Future Pigeon - "Gift Tax" - Gallows - "Come Friendly Bombs" - Gorilla Biscuits - "Hold Your Ground" - Jimmy Castor Bunch - "It's Just Begun" - Jurassic 5 - "Radio" - Kittens - "Carpenter" - Los Abandoned - "Panic-Oh!" * - Lyrics Born (con KRS-One y Evidence) - "Pack Up (Remix)" | - Maylene and the Sons of Disaster - "Memories of the Grove" - Motorcity Daredevils - "Bear in the Air" * - Nation of Ulysses - "You're My Miss Washington D.C." - Nirvana - "Breed" * - Oh No (con J Dilla y Roc C) - "Move, Pt. 2" - Paint It Black - "The New Brutality" - Paris - "The Devil Made Me Do It (Poach a Pig Mix)" - Percee P - "Throwback Rap Attack (Madlib Remix)" - Pierce the Veil - "I'd Rather Die Than Be Famous" - Pig Destroyer - "Loathsome" - Reverend Horton Heat - "Baddest of the Bad" - Revolution Mother - "Come On" * - Roots Manuva - "Chin High" - Sayvinyl - "That's Entertainment" * - Silversun Pickups - "Well Thought Out Twinkles" - Slick Rick - "Children's Story" - Smashing Pumpkins - "Tarantula" * - Snapcase - "Energy Dome" - The Amelia Premiere - "Disintegrate" - The Bled - "Starving Artiste" - The Clash - "Clash City Rockers" * - The Cramps - "Garbage Man" - The Icarus Line - "Gets Paid" - The Kooks - "See the World" * - The Octopus Project - "Music Is Happiness" * - The Rolling Stones - "Sympathy for the Devil" - The Sex Pistols - "Holidays in the Sun" * - Twilight 22 - "Electric Kingdom" - Voltera - "It Beats for You" |

- * = Aparece en la versión de Nintendo DS